# Bugula bengalensis
Bugula bengalensis är en mossdjursart som beskrevs av Rao och Ganapati 1974. Bugula bengalensis ingår i släktet Bugula och familjen Bugulidae. Inga underarter finns listade i Catalogue of Life.